# 佐藤恵允
佐藤 恵允（さとう けいん、2001年7月11日 - ）は、東京都世田谷区出身のプロサッカー選手。Jリーグ・FC東京所属。ポジションはフォワード（センターフォワード）。
従兄弟にSixTONESのジェシー（5歳年上）がいる。母親同士が姉妹で、佐藤の母親が妹となる。

## 来歴

### クラブ
コロンビア人の父と日本人の母を持ち、父との日常会話は英語で育ったためバイリンガルである。兄の影響を受け5歳頃からサッカーを始める。バディSCでのチームメイトには、のちに大学でも同期となる岡哲平がおり、村上陽介も幼馴染である。中学生時は元日本代表DF遠藤雅大が主宰する「遠藤サッカーアカデミー」(ESA)に加入し、細かい戦術や個人戦術を鍛錬した。ESAでのチームメイトに古川真人がおり、佐藤と古川は高校も同じ実践学園高等学校へ進学。
実践学園高校は部員の人数が多く、1学年で4-5チームに分かれていた。佐藤はセカンドチームでも中心的な存在ではなかったが、2年になるとトップチームで先発メンバーを勝ち取る成長を見せる。この要因について、「練習後に個人でひたすらフィジカルを鍛えました。何かしら武器が欲しかったので、スプリントや坂道ダッシュなどを1人でやって。2年になりヘッドコーチに『もっと自信持ってやったら、もっと結果が出る』と言われ、自信持って縦にドリブルを仕掛けたら相手を余裕で抜けた。それがきっかけとなって以降ステップアップできた。」と述べている。3年時には背番号10を託された。
高校では大会での大きな実績はなかったが、練習試合で対戦した明治大学サッカー部との試合でのプレーが評価され、明大サッカー部のスポーツ推薦を得て明治大学文学部へ進学。大学での同期はバディSCで一緒だった岡、村上のほか、太田龍之介、井上樹、田中克幸、阿部稜汰がいる。
サッカー面では、「1年の時は試合に出られても緊張してしまってダメだった」と当時を述べている。先発出場の機会を得てもハーフタイムでベンチに下げられたり、セカンドチームとトップチームを行き来する期間が続いたが「一番下からのスタートだった」と自認しており、部内で各世代トップレベルの選手たちに揉まれる下積みの期間となった。「同世代なら誰でも聞いたことあるような選手が同期にいて、無意識にビビっているところがあった。それでもやり続けるしかなかったから、ひたすら練習でスタッフが求めていることを追求した」「練習でマッチアップする相手が佐藤瑶大さんや常本佳吾さんで、失うものはないので貪欲にぶつかってました。」という明治大の環境を活かし、徐々にプレーに対する自信を付けていった。
大学1年次後期より関東リーグに出場し、2年時に開幕スタメンでゴールを決めて以後コンスタントにトップチームに定着。3年次から10番をつけ関東リーグ優勝を果たしベストイレブンに選出される。2023年、4年次に副主将就任。ウェイトトレーニングなどフィジカル強化によって大学入学時からの比較で10kg体重が増すなどの効果も表れ、1年後輩の中村草太と共に守備を怠らないFWとして明治大のサッカーを牽引した。
4年次の7月18日、Jリーグを経由せずにドイツ・ブンデスリーガのヴェルダー・ブレーメンに加入することを発表した。発表では7月末で明治大学サッカー部を退部し、翌8月にヴェルダー・ブレーメンの2023-24シーズンに合流。まずはセカンドチームに当たるU-23チームからの挑戦となる。なお、大学は退学せずに2024年春の卒業を目指す方針となった。
2025年1月、FC東京へ完全移籍で加入した。2月26日の名古屋戦でJリーグ初ゴールを決めた。

### 代表
大学2年次の2021年10月にはAFC U23アジアカップ2022予選で年代別日本代表に初選出され、10月26日のU-22カンボジア代表戦で国際試合に初出場。以降も2022年6月のAFC U23アジアカップ2022や欧州遠征など年代別日本代表に継続的に招集される。

## 所属クラブ
- バディSC世田谷
- 2014年 - ESA（遠藤サッカーアカデミー）
- 2017年 - 実践学園高等学校
- 2020年 - 2023年7月 明治大学体育会サッカー部
- 2023年8月 - 2025年1月 ヴェルダー・ブレーメンII
- 2025年1月 -  FC東京

## タイトル

### 代表
U-23日本代表
- AFC U23アジアカップ（2024年）

## 代表歴
- U-21日本代表
  - AFC U23アジアカップ（2022年）
  - 欧州遠征（2022年）
- U-22日本代表
  - AFC U23アジアカップ・予選（2021年）
  - 欧州遠征（2023年）
  - アジア競技大会サッカー競技（2023年）
- U-23日本代表
  - AFC U23アジアカップ（2024年）
  - パリオリンピック2024（2024年）